# Hans Blix

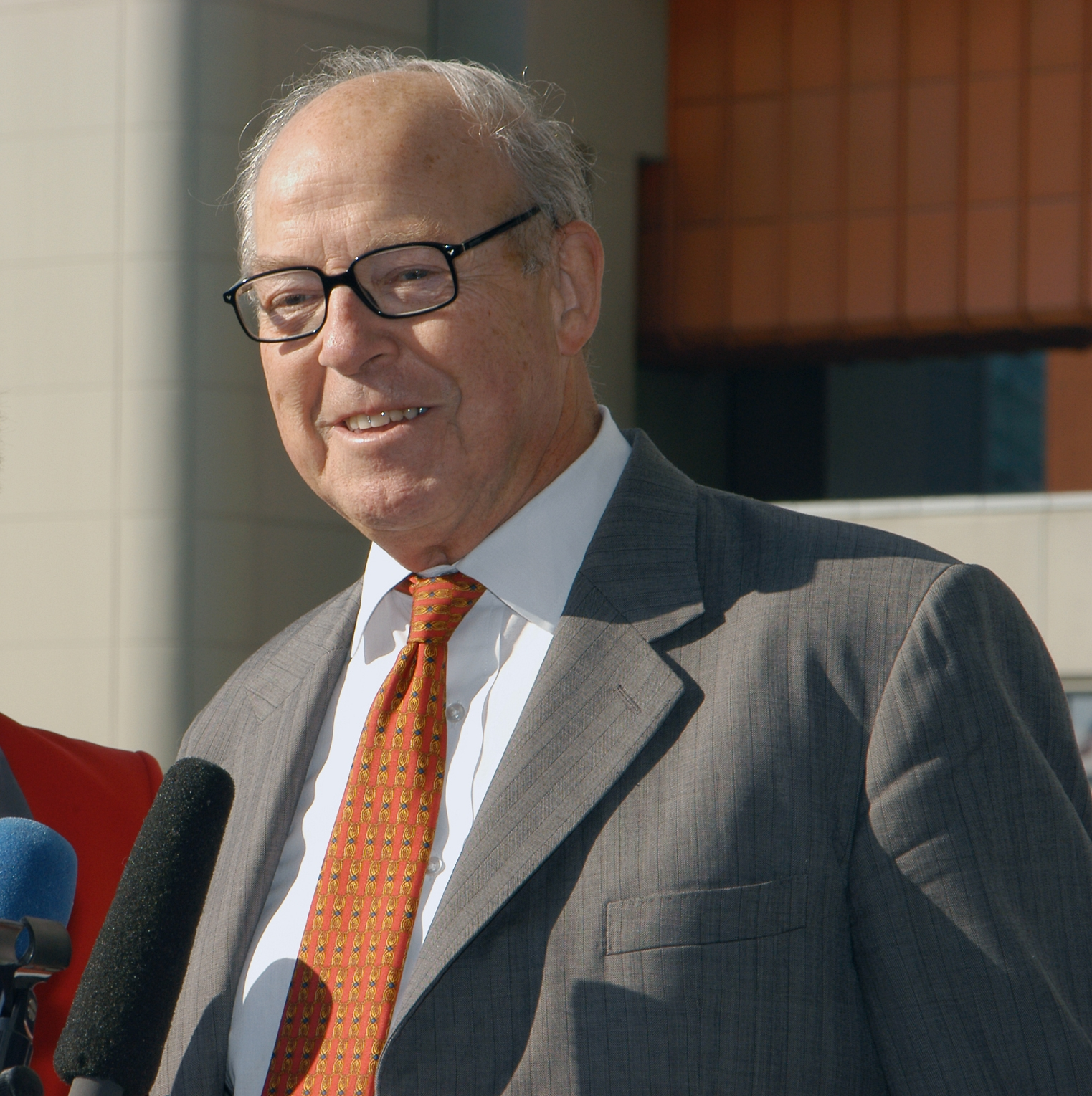
Hans Blix 2002

Hans Martin Blix (uitspraak) (Uppsala, 28 juni 1928) is een Zweeds politicus. Hij was Minister van Buitenlandse Zaken in 1978-1979. Blix was ook het hoofd van de United Nations Monitoring, Verification and Inspection Commission (inspectiecommissie van de Verenigde Naties) van januari 2000 tot juni 2003, toen hij door Demetrius Perricos werd opgevolgd. In 2002 begon de commissie met zoeken naar massavernietigingswapens in Irak.

## Leven
Blix was eerder hoofd van het Internationaal Atoomenergieagentschap (IAEA, 1981-1997) en was voorzitter van de campagne van de Zweedse Liberale Partij tijdens het referendum van 1980 over kernenergie.
Als hoofd van het IAEA in de jaren 80 herhaalde Blix inspectiebezoeken aan de kernreactor Osirak in Irak voordat deze door de Israëlische luchtmacht vernietigd werd. Blix en het IAEA ontdekten nooit dat een hoogst geavanceerd kernwapenprogramma sinds 1971 door Irak werd nagestreefd, en Irak werd herhaaldelijk door de IAEA geprezen voor zijn volledige medewerking. Blix prees persoonlijk de medewerking van de Iraakse overheid in augustus 1990, rond dezelfde tijd dat Irak begon aan een kernwapenprogramma om voor zijn invasie van Koeweit te gebruiken.
Tijdens de ontwapeningscrisis in de aanloop naar de door de Verenigde Staten geleide invasie van Irak in 2003, spraken verklaringen van Blix het beleid van Bush tegen wat betreft het Iraakse wapenprogramma. Dit leidde tot veel kritiek bij verdedigers van de invasie van Irak. Toen er geen massavernietigingswapens in Irak werden gevonden, kregen Amerikaanse en de Britse ambtenaren talrijke beschuldigingen dat zij CIA-rapporten aangedikt hadden.
In een gesprek op de BBC op 8 februari 2004 beschuldigde Blix de Britse en Amerikaanse overheden van het dramatiseren van de dreiging van massavernietigingswapens in Irak om zo de oorlog van 2003 tegen het regime van Saddam Hoessein door te drukken.

## Onderscheidingen
In 2003 ontving Blix de Olof Palme-prijs en in november van hetzelfde jaar ontving hij een eredoctoraat van de Vrije Universiteit Brussel.
In 2004 werd hij onderscheiden als "Bevelhebber van het Legioen van Eer".

## Trivia
In de film Team America: World Police eist Hans Blix een inspectie in het paleis van de Noord-Koreaanse dictator Kim Jong-il. Wanneer Kim Jong-il vraagt wat er anders zal gebeuren zegt Blix "Or else we will be very angry with you... and we will write you a letter, telling you how angry we are.", waarna hij in een haaienaquarium belandt.